# Le Prince (pel·lícula de 2005)
Le Prince (àrab: الأمير, Al-amīr) és una pel·lícula franco-tunisiana escrita i dirigida per Mohamed Zran i estrenada el 2005.

## Argument
Adel és un modest florista somniador que intenta enamorar Dounia, directora d’una sucursal bancària enviant-li cada dia de manera anònima rams de flors, cosa que li provoca problemes amb la seva família.

## Repartiment
- Abdelmonem Chouayet: Adel
- Sonia Mankaï: Dounia
- Mustapha Adouani: Ali
- Ahmed Snoussi: Raouf
- Tayeb Oueslati: Slah
- Nasreddine Shili: Mounir
- Salwa Mohamed Ali: la mère
- Alaa Eddine Ayoub: M. Gargouz
- Slim Mahfoudh: le père
- Abdallah Mimoun: le gardien de banque
- Ilheme Chrif: Houda
- Nidhal Guiga: Narjes
- Houda Ben Amor: la secrétaire
- Amal Ferji: Leïla

## Distincions

### Premis
- 2005: Premi al millor muntatge atorgat a Andrée Davanture al Festival Panafricà de Cinema i Televisió de Ouagadougou[3]

### Nominacions
- 2004: Festival de Cinema de Cartago (Panorama)[4]